# Die Beat-Rebellen von Herford – Die sechziger Jahre in der Provinz
Die Beat-Rebellen von Herford – Die sechziger Jahre in der Provinz ist ein deutscher Dokumentarfilm aus dem Jahr 2024, den die Regisseure Rainer Bärensprung und Robin Epkenhans produzierten.

## Inhalt
Der Dokumentarfilm erzählt die Geschichten von neun Menschen, die in den 1960er-Jahren in der ostwestfälischen Kleinstadt Herford aufwuchsen. In dieser Zeit existierte dort der „Jaguar-Club“, in dem Weltstars wie Jimi Hendrix oder The Who auftraten und die Jugendlichen faszinierten. Der Film zeigt, wie diese Musik ihre Jugend prägte und welche Spuren die damalige Zeit in ihrem Leben hinterließ.

## Veröffentlichung
Der Film wurde erstmals am 14. August 2024 im WDR ausgestrahlt und später, am 11. November, auch im HR gezeigt. Zeitgleich mit der WDR-Erstausstrahlung wurde der Dokumentarfilm in der ARD-Mediathek veröffentlicht.